# نزار بن محمد الضبي
نزار بن مُحَمد بن نزار الضبي التميمي أمير، وقائد، ولي شرطة بغداد بين عامي (304هـ - 306هـ)(1) في عهد الخليفة العباسي المقتدر بالله ، ثم ولي إمارة مكة المكرمة والمدينة المنورة وذلك بين عامي (306هـ - 310هـ) ، ثم وجهه المقتدر بالله وندبه لقتال القرامطة في سنة 312 هـ ووقع بينه وبينهم معركة كبيرة عند بلدة فيد في شمال نجد وثبت لهم نزار وقاتل قِتالاً شديداً، كما قاد حملات عسكرية لصالح الخلافة العباسية ضد الإمبراطورية البيزنطية.

## الهوامش
- 1: كان من قواد علي بن كوره[4]